# Каневская крепость
Каневская крепость (укр. Канівська фортеця) — укрепление Каневского староства Великого княжества Литовского XVI—XVII вв. Находилась на правом берегу Днепра, на так называемой Днепровской горе. Остатки крепости расположены на территории современного города Канев Черкасской области Украины.

## Описание
В 1362 году литовский князь Витовт строит в Каневе крепость для защиты купцов от татар.
В 1503 году Каневский староста Евстафий Дашкевич укрепил замок и увеличил его мощность. В 1554 году старостой Канева был Дмитрий Сангушко.
Стены, каждая из которых состояла из 26 городень (шириной 6 м, сложенных из бревен и засыпанных землей) и составляла своеобразный треугольник длиной 40 сажень (около 80 м) и шириной 20 сажень (около 40 м). С внешней стороны для защиты от огня стены крепости были обмазаны толстым слоем глины. Над стенами возвышалось 6 башен. Башни имели кровли, а городни — примостки и крыльцо. На башенных примостках стояли пушки, лежали другие средства обороны — камни, бревна, смола, были здесь и кадки (кружки) с водой, чтобы тушить пожар. Городни использовались одновременно и как помещение, и как склад. Во дворе крепости стоял дом старосты и несколько маленьких хижин для челяди. Здесь же были церковь, пороховые погреба и другие вспомогательные помещения. Крепость окружал ров. От единственных ворот через ров вел переброшенный Цепной мост. При восстановлении крепости в начале XVI века работало 1500 рабочих. Дерево для крепости снабжали плотами из верховья Днепра. В башнях и на муравьях, кроме пушек, было и другое огнестрельное оружие: гаковницы, от 3 до 20 аркебуз. От крепости к Днепру проложили подземный ход, по которому во время осады поставляли воду. С городом крепость соединяла узкая дорожка.
Согласно иллюстрации 1765 года, замок стоял на горе, окруженный дубовыми сваями, имел мост через ров, одни дубовые ворота, над ней была башня, внутри стоял большой дом, амбары, ледовая, конюшня.
К середине XVI века крепость пришла в упадок. В 1552 году гарнизон крепости не превышал нескольких десятков человек — бояр и прочей челяди.
Во времена Хмельнитчины и Руины укрепления Канева были восстановлены. Об этом свидетельствует турецкий путешественник Эвлия Челеби в своей «Книге путешествий»:
Это великолепная, крепкая крепость. Всего за ее стенами пять тысяч домов, пять церквей с колоколами, торговые ряды, базары, сады. Правителем ее является гетман Дорошенко, подчиненный польскому королеве. Всего войска в крепости три тысячи казаков с ружьями. Проехав оттуда по степи расстояние в один переход на киблу, мы прибыли в крепость Черкассы.
В 1768 году крепость была сожжена гайдамаками.